# Friedrich Dürck
Friedrich Dürck (né le 28 août 1809 à Leipzig et mort le 25 octobre 1884 à Munich) est un portraitiste et peintre de genre saxon.

## Biographie
Friedrich Dürck est le fils d'un riche marchand qui a perdu sa fortune dans la tourmente post-napoléonienne en raison de la spéculation et a finalement été heureux d'être nommé inspecteur du pavillon de chasse royal d'Hubertusburg. Friedrich Dürck, dont l'imagination artistique aurait été réveillée par un soldat légèrement blessé qui faisait partie de sa famille, a d'abord reçu des cours d'art à la Leipzig Art Academy .
En 1822, son oncle, le peintre royal de la cour bavaroise Joseph Stieler, l'invite à poursuivre ses études à Munich sous sa direction. Drück n'ayant que treize ans, le directeur de l'époque, Peter von Langer ne le juge pas assez accompli pour l'Antikensaal. Joseph Stieler emmènera le jeune Dürck à l'Académie des beaux-arts de Munich deux ans plus tard. Dürck étudie avec enthousiasme la peinture à l'huile et le portrait, tout en aidant son oncle à réaliser ses portraits jusqu'en 1829. Il l'a particulièrement soutenu dans la décoration du palais de Nymphenburg et a également copié des œuvres bien connues de Stieler, comme le célèbre portrait de Johann Wolfgang von Goethe .
En 1828, il expose pour la première fois un portrait en public et devient rapidement un peintre reconnu à Munich. Il voyage en Italie en 1836 et séjourne à Rome et Florence jusqu'en 1837. Après son retour, il vit à Munich et représente de nombreuses personnalités publiques et de la cour bavaroise, y compris le roi Louis Ier en 1858. En 1849, il accepte une invitation à la cour suédoise et en 1854 à la cour autrichienne.
Après 1860, il peint principalement des tableaux de genre et costumés.
En 1861, Louis Ier commande à Dürck la création de deux portraits supplémentaires pour la Galerie des Beautés du palais de Nymphenburg. C'est ainsi que sont créés les deux seuls tableaux de la collection qui ne proviennent pas directement du pinceau de Stieler : ce sont les portraits d'Anna von Creiner et de Carlotta baronne von Breidbach-Bürresheim .
Le bactériologiste Hermann Dürck est son petit-fils.
Certaines œuvres de Dürck font partie des collections d'art de Weimar, et sont protégées par la Klassik Stiftung Weimar .